# Крестовська Наталя Миколаївна
Наталя Миколаївна Крестовська — українська науковиця-теоретикиня права, ювеналістка, історикиня, докторка юридичних наук (2008), професорка (2012), кандидатка історичних наук (1986), професорка кафедри загальнотеоретичної юриспруденції Національного університету «Одеська юридична академія», завідувачка кафедри теорії та історії держави та права МГУ, медіатор, членкиня Української академії медіації.

## Біографічна довідка
1981 року Н. М. Крестовська закінчила з відзнакою історичний факультет Одеського державного університету імені І. І. Мечникова (нині — Одеський національний університет імені І. І. Мечникова).
1986 року захистила дисертацію на здобуття наукового ступеня кандидата історичних наук на тему «Рабочее движение на Украине в период отступления первой российской революции».
З 1986 року працювала викладачем кафедри історії КПРС, згодом доцентом кафедри політичної історії Одеського електротехнічного інституту зв'язку імені О. С. Попова (нині — Одеська національна академія зв'язку імені О. С. Попова).
1991 року їй було присвоєне вчене звання доцента.
З 1994 по 2006 роки працювала доцентом кафедри загальноправових дисциплін Одеського державного інституту внутрішніх справ (нині — Одеський державний університет внутрішніх справ).
З 2006 року — доцент (нині — професор) кафедри теорії держави і права (з 2016 року — кафедри загальнотеоретичної юриспруденції) Одеської національної юридичної академії (з 2010 року — Національного університету «Одеська юридична академія»).
2008 року захистила дисертацію на здобуття наукового ступеня доктора юридичних наук на тему «Ювенальне право України: генезис та сучасний стан».
У 2008—2010 роках була керівником науково-дослідної теми, що здійснювалась за рахунок видатків загального фонду Державного бюджету, «Проектно-законодавче, інформаційне та навчально-методичне забезпечення ювенальної юстиції в Україні».

## Основні наукові здобутки
Основні напрями наукових досліджень: теорія держави, методологічні засади історико-правової науки, ювенальне право (право дітей та молоді) та ювенальна юстиція. Публікації Н. М. Крестовської здобули авторитет серед науковців — станом на початок 2018 року наявні майже 400 посилань науковців на її праці.
В Україні є одним із засновників правової ювеналістики, що постає як система теоретичних та прикладних знань про традиції, сучасний стан та перспективи правового регулювання суспільних відносин за участю дітей та молоді, про правове забезпечення умов виживання, належного розвитку та соціалізації підростаючого покоління. Відстоює ідею реформування правосуддя щодо дітей в Україні, визначаючи ювенальну юстицію як систему державних, муніципальних та громадських судових, правоохоронних та правозахисних органів, установ та організацій, що на основі ювенального права та за допомогою медико-соціальних і психолого-педагогічних методик здійснюють правосуддя щодо дітей, профілактику та попередження правопорушень дітей та проти дітей, захист прав, свобод та інтересів, а також ресоціалізацію дітей, які перебувають у складній життєвій ситуації.
Дисертація Н. М. Крестовської на тему: «Ювенальне право України: генезис та сучасний стан» стала першим в Україні концептуальним обґрунтуванням нової галузі права — ювенального права та нового напрямку юридичної науки — правової ювеналістики. Крім того, уперше висвітлено доктрини ювенального права (патерналістська, протекціоністська, автономістська), простежено їх еволюцію та сучасний стан; зроблено висновок про міцне національне коріння ювенального права та правової ювеналістики.
Також уперше виявлено чотириланкову структуру галузі ювенального права (підгалузь-інститут-субінститут-норма) і зроблено висновок про комплексний характер галузі ювенального права України. Доведено, що в галузі ювенального права має місце нерозривне діалектичне поєднання публічно-правових та приватно-правових засад, яке «знімає» традиційну дихотомію права, що дає можливість ювенальне право зарахувати до третьої правової спільності — соцієтального права; виявлено та систематизовано джерела ювенального права, які включають підсистеми соціальних, ідеальних і формальних джерел. Уперше сформульовано принципи ювенального права України; подано теоретичну модель особливого виду правопорушення — ювенального проступку.
Крім того, Н. М. Крестовська запропонувала теоретичну модель нового виду юридичної відповідальності — ювенальної відповідальності; по-новому надала визначення ювенальної юстиції, проаналізувала її концепти та здійснила їхню класифікацію — за онтологічним статусом (державницька та плюралістична моделі) та за телеологічною ознакою (каральна, поблажлива, відновна моделі). Також нею було проаналізовано інститут омбудсмана для дітей, зокрема, здійснено класифікацію омбудсманів для дітей, уточнено їх функції, запропоновано модель муніципального омбудсмана для дітей — захисника прав дитини. Було вдосконалено концепцію структури ювенальної юстиції в Україні, яка має бути поліцентрично побудованою та відновно спрямованою.
Окрему увагу вчена приділяє дослідженню особливостей правового становища дітей за римським приватним правом. Є автором понад 200 наукових та навчально-методичних публікацій, автором або співавтором навчальних посібників, рекомендованих Міністерством освіти і науки України, з основ правознавства, теорії та історії держави і права, у тому числі підручника з основ римського приватного права (у співавторстві з І. С. Канзафаровою).
Бере активну участь у розробці енциклопедичних видань. Так, у виданні тому 2 Великої української юридичної енциклопедії 2017 року Н. М. Крестовська стала авторкою 8 статей: «Анархізм»; «Загальне благо»; «Критичні правові дослідження»; «Консерватизм»; «Лібертаризм»; «Націоналізм»; «Правове мислення»; «Утілітаризм».
Керувала підготовкою 6 кандидатів юридичних наук, була науковим консультантом 1 доктора юридичних наук.

## Нагороди та заохочення
Н. М. Крестовська нагороджена нагрудними знаками Міністерства внутрішніх справ України II та I ступенів «За відзнаку у службі» (відповідно у 2001 та 2002 рр.), відзнакою Міністерства внутрішніх справ України — медаллю «За сумлінну службу» III ступеня (2004 р.), нагрудним знаком Міністерства освіти і науки України «Відмінник освіти» (2009 р.).
За навчальний посібник «Практикум з історії держави і права України» (співавтори — Н. І. Долматова, П. П. Музиченко) удостоєна II премії на V Всеукраїнському конкурсі на краще юридичне видання 2002—2003 рр., за підручник «Теорія держави і права: Підручник. Практикум. Тести» (співавтор — Л. Г. Матвєєва) заохочена грамотою Міністерства внутрішніх справ України.

## Основні праці
Автор понад 250 наукових та навчально-методичних публікацій. Є автором і співавтором навчальних посібників, рекомендованих Міністерством освіти і науки України, з основ правознавства, теорії та історії держави і права, історії вчень про державу і право, ювенальної юстиції, юридичної дидактики.
Підручники та навчальні посібники
1. Теорія держави і права: елементарний курс / Н. М. Крестовська, Л. Г. Матвєєва. — Х.: Одіссей, 2008. — 442 с.
2. Теорія держави і права: Підручник. Практикум. Тести / Н. М. Крестовська, Л. Г. Матвєєва. — К. : Юрінком Інтер, 2015. — 584 с.
3. Історія держави і права зарубіжних країн: хрестоматія-практикум / Н. М. Крестовська, О. Ф. Цвіркун. — Х. : Одіссей, 2010. — 488 с. — ISBN 978-966-633-919-8
4. Ювенальна юстиція: навч. посіб. / А. І. Гусєв, Ю. Б. Костова, Н. М. Крестовська та ін.; за ред. Крестовської Н. М. — О.: ОЮІ ХНУВС, 2006. — 243 с.
5. Історія вчень про державу і право: навч. посібник / Н. М. Крестовська, О. Ф. Цвіркун. — Х.: Одіссей, 2008. — 468 с. — ISBN 978-966-633-774-3
6. Крестовська Н. М., Канзафарова І. С. Основи римського приватного права: навчально-метод. посіб. — Одеса: Фенікс, 2006. — 160 с.
7. Основи правознавства України / С. В. Ківалов, П. П. Музиченко, Н. М. Крестовська, А. Ф. Крижанівський. — Х. : Одіссей, 2007. — 440 с.
8. Юридична дидактика: Посібник з викладання права та юридичних дисциплін / В. С. Бігун, А. О. Галай, Н. М. Крестовська, М. В. Савчин, І. Я. Сенюта, В. М. Сотниченко, Р. О. Стефанчук, С. Г. Стеценко, Н. М. Ярмиш / За ред. Р. О. Стефанчука. — К.: СПД Юсип'юк В. Д., 2009. — 191 с.
9. History of Political and Legal Doctrines: textbook / N. M. Krestovs'ka, O. S. Melnychuk, K. V. Gorobets. — Odesa: Feniks, 2014. — 250 p.
10. Крестовская Н. Н., Цвиркун А. Ф. История политических и правовых учений: Курс лекций. — Харьков: Одиссей, 2002. — 448 с.
11. Історія України: Посібник для підготовки до зовнішнього незалежного оцінювання / Н. М. Крестовська, П. П. Музиченко, О. Ф. Цвіркун. Харків: Одіссей, 2009
12. Правознавство: Підручник / Н. М. Крестовська, Ю. В. Александрова, О. О. Балобанов [та ін.] ; За заг. ред. Н. М. Крестовської, О. О. Кулініч, Л. Д. Романадзе. — Одеса: Атлант, 2015. — 554 с.

Монографії
1. Крестовська Н. М. Ювенальне право України: історико-теоретичне дослідження: монографія. — О.: Фенікс, 2008. — 328 с.
2. Крестовская Н. Н. Ювенальное право // Одесская школа права. Введение в украинское право / С. В. Кивалов, Н. В. Анищук, Т. А. Остапенко и др. ; под общ. ред. С. В. Кивалова ; отв. ред. М. В. Афанасьева ; сост. Ю. Д. Батан ; МОН Украины, НУ ОЮА. — 3-е изд., перераб. и доп. — Одесса: Юридична література, 2016. — С. 377—385.
3. Актуальні грані загальнотеоретичної юриспруденції: монографія [Ю. М. Оборотов, В. В. Завальнюк, В. В. Дудченко, А. Ф. Крижановський та ін]. — О. : Фенікс, 2012. — Підрозділи 2.4, 3.9. — С. 256—267, 443—451.
4. Креативність загальнотеоретичної юриспруденції: монографія [Ю. М. Оборотов, В. В. Завальнюк, В. В. Дудченко та ін]. — О. : Фенікс, 2015. — підрозділ 3.2. — С.253-268.
5. Krestovska, N. Children and the Armed Conflict in Eastern Ukraine // The Use of Force Against Ukraine and International Law / eds.: S. Sayapin, E. Tsybulenko. — T.M.C. Asser Press. — 2018. — P. 261—275. — ISBN 978-94-6265-221-7. — doi:10.1007/978-94-6265-222-4_12

Науково-популярні статті
1. Крестовська Н. Міфи про ювенальну юстицію /. Н. Крестовська // Віче. — 2010. — № 15. — С. 45-49

Наукові статті
1. Крестовська Н. М. Становлення ювенального права в Україні // Юридичний вісник. — О., 2001. — № 3. — С. 100—104.
2. Крестовська Н. М. Ювенальне право України: структура та принципи // Держава і право: зб. наук. праць. Юридичні і політичні науки. — К. : Ін-т держави і права ім. В. М. Корецького НАН України, 2001. — № 11. — С. 14-18.
3. Бондаренко Д. Я. Переговоры Временного правительства и Украинской Центральной Рады весной и летом. 1917 года / Д. Я. Бондаренко, Н. Н. Крестовская // Отечественная история. — 2002. — № 2. — С. 83-96. (проіндексовано у Web of Science Core Collection)
4. Крестовська Н. М., Шмеріга В. І. Ювенальна юстиція в США і Україні (порівняльний аналіз) // Юридичний вісник. — О., 2003. — № 1. — С. 96-102.
5. Крестовська Н. М. Європейський досвід у сфері захисту прав дитини та можливості його застосування в Україні // Вісник Національного університету внутрішніх справ. — Вип. 28. — Х., 2004. — С. 54-59.
6. Крестовська Н. М. Відповідальність за невиконання обов'язку щодо отримання повної середньої освіти / Н. М. Крестовська // Держава та регіони. Серія «Право». — Запоріжжя, 2004. — № 1. — С. 109—112.
7. Крестовська Н. М. Новий погляд на права дитини (Рец.: Голышева Л. Ю. Российское ювенальное право: монография. — Ставрополь: ЗАО «Пресса», 2004. — 184 с.) / Н. М. Крестовська // Часопис Хмельницького університету управління та права. — 2005. — № 3 (15). — С. 425—427.
8. Крестовська Н. М. Використання дітей молодшого віку при жебракуванні: проблеми кваліфікації та юридичного реагування / М. А. Готвянська, Н. М. Крестовська // Боротьба з організованою злочинністю і корупцією (теорія і практика). — К., 2005. — № 12. — С. 124—129.
9. Крестовська Н. М., Матвєєва Л. Г. Інтерпретаційні акти Верховного Суду України як джерело ювенального кримінального права // Актуальні проблеми сучасної науки в дослідженнях молодих учених. — Сімферополь, 2007. — № 10. — С. 337—342.
10. Крестовська Н. М. Ювенальне право України та США: порівняльні аспекти // Порівняльно-правові дослідження. — К., 2007. — № 1-2. — С. 207—211.
11. Крестовська Н. М. Інститути громадянського суспільства у сфері захисту прав дитини // Вісник Львівського університету. — Серія «Юридична». — Л., 2007. — Вип. 44. — С. 39-44.
12. Крестовська Н. М. Дитина у правовому житті українського суспільства в добу високого середньовіччя // Ученые записки Таврического национального университета им. В. И. Вернадского. — Симферополь, 2008. — Т. 21 (60). — № 1. Юридические науки. — С. 30-36.
13. Крестовська Н. М. Ювенальне право України: підстави виокремлення галузі // Право України. — 2008. — № 8. — С. 36-40.
14. Крестовська Н. М. Ювенальне право в системі права України // Наукові праці Одеської національної юридичної академії. — О.: Юрид. л-ра, 2006. — Т. 5. — С. 66-76.
15. Крестовська Н. М. Ювенальне право України: підстави виокремлення галузі // Право України. — 2008. — № 8. — С. 36-40.
16. Крестовська Н. М. Доктрини ювенального права // Наукові праці ОНЮА. — 2008. — Т. 7. — С. 74-82.
17. Крестовська Н. М. Правовий статус дитини у християнських релігійно-правових доктринах // Болховітіновський щорічник. 2008. — К.: Нац. Києво-Печерський історико-культурний заповідник, 2009. — С. 154—156.
18. Скакун О. До питання про політичні та державно-правові погляди Т. Г. Шевченка (відгук на статтю К. В. Харабета) / О. Скакун, Н. Крестовська // Юридична Україна. — 2010. — № 1. — С. 4-9. — Режим доступу: http://nbuv.gov.ua/UJRN/urykr_2010_1_3
19. Крестовська Н. М. Філософія ювенального права // Науковий вісник Ужгородського національного університету. — Сер. : «Право» 2013. — № 23. — Ч. І. — С. 255—258.
20. Крестовська Н. М. Традиції ювенально-правового регулювання в Україні// Право і громадянське суспільство. — 2013. — № 1 (2). — С. 49-56.
21. Крестовська Н. М. Українська модель ювенальної юстиції: пошуки та перспективи // Молодіжна політика: проблеми та перспективи: зб. наук. праць. — Перемишль: Швидкодрук, 2014. — Вип. 5. — С. 303—307.
22. Крестовська Н. М. Реформирование ювенальной юстиции как направление государственной ювенальной политики Украины // Nauka młodych a wyzwania cywilizacji. — Siedlce: Wydawnictwo Universytetu Przyrodniczo-Humanistyznego w Siedlcach, 2014. — С. 203—210.
23. Крестовська Н. М. Навчальна дисципліна «Ювенальна юстиція» в системі підготовки правоохоронців // Проблеми правознавства та правоохоронноїх діяльності. — 2016. — № 2. — С. 196—198.